# Aleksinac
Aleksinac (Servisch: Алексинац) is een gemeente in het Servische district Nišava.
Aleksinac telt 57.749 inwoners (2002). De oppervlakte bedraagt 707 km², de bevolkingsdichtheid is 81,7 inwoners per km².

## Plaatsen in de gemeente
| - Aleksinac - Aleksinački Bujmir - Aleksinački Rudnik - Bankovac - Beli Breg - Belja - Bobovište - Bovan - Bradarac - Vakup - Veliki Drenovac - Vitkovac - Vrelo - Vrćenovica - Vukanja | - Vukašinovac - Glogovica - Golešnica - Gornja Peščanica - Gornje Suhotno - Gornji Adrovac - Gornji Krupac - Gornji Ljubeš - Gredetin - Grejač - Dašnica - Deligrad - Dobrujevac - Donja Peščanica - Donje Suhotno | - Donji Adrovac - Donji Krupac - Donji Ljubeš - Draževac - Žitkovac - Jakovlje - Jasenje - Kamenica - Katun - Koprivnica - Korman - Kraljevo - Krušje - Kulina - Lipovac | - Loznac - Loćika - Lužane - Ljupten - Mali Drenovac - Mozgovo - Moravac - Moravski Bujmir - Nozrina - Porodin - Prekonozi - Prćilovica - Prugovac - Radevce - Rsovac | - Rutevac - Srezovac - Stanci - Stublina - Subotinac - Tešica - Trnjane - Ćićina - Crna Bara - Česta - Čukurovac - Šurić |